# Lana (A499)
Lana (A499) je hydrografická výzkumá loď nigerijského námořnictva. Byla stavěna francouzskou loděnicí OCEA. Do služby byla přijata roku 2021. Mezi její úkoly patří hydrografický a oceánografický výzkum, kontrola rybolovu, nebo dohled nad výlučnou ekonomickou zónou.

## Stavba
Plavidlo bylo nigerijským námořnictvem objednáno roku 2018 jako náhrada starší stejnojmenné výzkumné lodě (vyřazené přibližně roku 2010). Jeho stavbou byla pověřena francouzská loděnice OCEA v Les Sables d’Olonne. Plavidlo patří do typové řady OSV 190 SC-WB, stejně jako indonéská třída Rigel. Plavidlo bylo na vodu spuštěno 24. září 2020. Výcvik posádky byl zahájen v lednu 2021 a námořnictvo plavidlo převzalo 15. dubna 2021. Lana byla uvedena do služby 9. prosince 2021.

## Konstrukce
Plavidlo je postaveno především ze slitin hliníku. Posádku tvoří 40 námořníků a 10 vědců. Na palubě jsou laboratoře, dílny a další vědecké vybavení. Plavidlo je vybaveno osmimetrovým malým člunem, který mimo jiné slouží ke sběru dat v pobřežních vodách. Pohonný systém tvoří dva diesely MTU. Elektřinu dodávají tři generátory Caterpillar. Nejvyšší rychlost dosahuje 14 uzlů. Dosah je 4400 námořních mil při rychlosti 12 uzlů. Vytrvalost je 20 dnů.